# Privatbahnen in Niederländisch-Indien
Privatbahnen in Niederländisch-Indien bestanden neben der staatlichen Nederlandsch-Indische Staatsspoorwegen (SS), die auf Java operierte, bis 1943 zahlreiche. Die meisten dieser Gesellschaften betrieben Kapspur oder Schmalspurbahnen (600 mm), oft als „Tramway“ bezeichnet. Die Weltwirtschaftskrise führte bis 1932 zu einer Abnahme der Fahrgastzahlen und beförderten Güter um 50 bis 65 %. Während der japanischen Verwaltung ab April 1942 wurden sämtliche Linien 1943 verstaatlicht und unter einer Dachgesellschaft, die ihren Sitz in Bandung hatte, zusammengefasst. Sofern die Strecken nach dem Unabhängigkeitskrieg 1951 als noch reparabel angesehen wurden, übernahm sie die staatliche indonesische Eisenbahngesellschaft, ein Vorgang der 1971 abgeschlossen war, die heutige Kereta Api Indonesia.
Nicht aufgeführt sind kleine städtische Nahverkehrsbetriebe sowie reine Feldbahnen, die besonders von der Forstverwaltung und auf Zuckerplantagen zahlreich (1941 fast 6500 Streckenkilometer) betrieben wurden.
| Namensschreibung folgt der zur Kolonialzeit üblichen. Mij. = Maatschappij. Streckenlänge ohne Angabe bezogen auf 1939. |

## Java

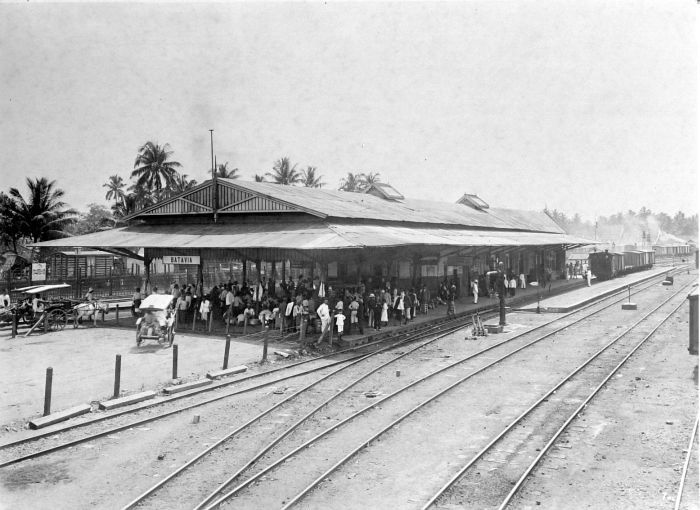
Bahnhof Batavia-Zuid, ehemals betrieben von der Bataviasche Oosterspoorweg

- Babat-Djombang Stoomtram Mij., Abk.: BDSM. Firmensitz ’s-Gravenhage. Konzessioniert 1896, Babat-Jombang, 71 km, erbaut 1899–1902. 1916 an SS.

- Batavische Electrische Tram Mij., Abk.: BET (gegr. 1897). Fusion mit NITM unter städtischer Beteiligung 1930 zur Batavische Verkeers Mij. Im sechsköpfigen Verwaltungsrat saßen nach 1930 drei Mitglieder der Stadt Batavia. Die Dampfstraßenbahnen wurden 1934 durch elektrisch betriebene ersetzt. Elektrische Straßenbahnen gab es mit 3 Klassen. 1918 drei Linien (Spurweite 1,118 m.) mit zusammen 18,4 km, bis 1936 baute man, bei 258 Angestellten, auf 28 km aus. 1935 gut fünf, 1936 knapp sechs Millionen Fahrgäste.

- Bataviasche Oosterspoorweg Mij., Abk.: BOS. Konzessioniert 19. Februar 1884. Baute die Strecke Jakarta-Krawang 1887–1898 mit 63 km. 9. Juni/4. August 1898 für 4,6 Millionen Gulden an die SS.

- Java Spoorweg Mij., Abk.: JSM, konzessioniert 18. Januar 1882, baute 1885–1886 die Strecke Tegal-Balapulang, 24 km. An SJS verkauft.

- Kediri Stoomtram Mij., Abk.: KSM. Kediri-Jombang (50 km), erbaut 1897–1900. Fünf weitere kurze Strecken in der Residentur Kediri zusammen 120,8 km. Firmensitz Amsterdam.

- Malang Stoomtram Mij., Abk.: MS. Mehrere kurze Strecken um Malang, zusammen 1917 88 km, 1939 84,9 km, gebaut meist 1897–1908. Firmensitz Amsterdam.

- Modjokerto Stoomtram Mij., Abk.: MSM. 1898–1907, Hauptverwaltung in ’s-Gravenhage. Vier kurze Strecken mit zusammen 78 km in Ost-Java.

- Nederlands-Indische Spoorweg Mij., Abk.: NIS. Bauzeit 1867–1924, 855 km

- Nederlands-Indische Tramweg Mij., Abk.: NITM, 1890 gegr. von Dummler & Co., 14 km, komplett zweispurig von Batavia nach Master Cornelis, 1930 fusioniert zur BET.

- Oost-Java Stoomtram Mij., Abk.: OJS. Betrieb 1889–1924 zwei Strecken, mit Höchstgeschwindigkeiten von 30 km/h, Surabaya-Krian 36 km und Mojokerto-Dinojo 44 km. 1936 wurden 18 km innerstädtische Linien elektrisch betrieben. Deren Umstellung war 1923/4 erfolgt. Bis 1936 erwarb man dafür 36 Triebwagen, 40 Anhänger und 8 Lastwaggons. Der im August 1933 beantragte Gläubigerschutz wurde mehrfach, zuletzt bis 1. März 1938, verlängert.

- Poerwodadi-Goendih Stoomtram Mij. Purwodadi-Gundih, 17 km, 1892, an SJS

- Pasoeroean Stoomtram Mij., Abk.: PsSM, in der Region um Pasuruan, konzessioniert 1892, erster Abschnitt von 6 km eröffnet 1896. 1918: 46 km, 1936: 44 km, 1939: 35 km.

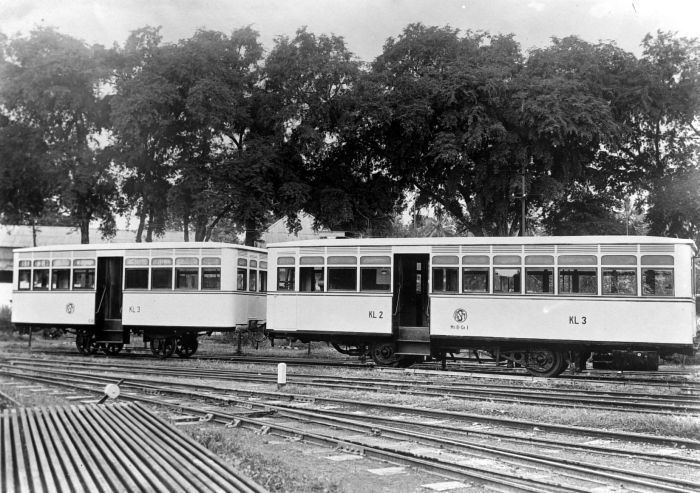
Trambahnwagen (2. + 3. Klasse) der Probolinggo Stoomtram

- Probolinggo Stoomtram Mij., Abk.: PbSM. Firmensitz ’s-Gravenhage. Konzessioniert 1894 für 45 km von Probolinggo nach Kalibungtu, bis 1918 36 km in Betrieb.

- Serajoedal Stoomtram Mij., Abk.: SDS. Strecke Maos-Wonosobo, im Tal des Serayu, konzessioniert 1896, Fertigstellung 1917, 126 km, 1936 332 Beschäftigte. Firmensitz war in Semarang. Die Strecke ist insofern bemerkenswert, da sie kurz vor Wonosobo auf nur acht Kilometer durch mehrere Kehren fast 250 Höhenmeter überwindet.

- Semarang-Cheribon Stoomtram Mij., Abk.: SCS. Strecke: Semarang-Cirebon, Ausbau und Zukäufe 1897–1914, 373 km, davon 311 zweitklassig. Die Strecke bediente 27 Zuckerfabriken, nach Verbesserung der Strecke wurde sie auch für den Passagierverkehr (in Zusammenarbeit mit der SS) von Batavia und Surabaya wichtiger. Bis 1937 erreichte man auf dieser Strecke 75 km/h, auf den Gleisen 2. Klasse nur 30 km/h. 1937: 1478 Angestellte, 85 Loks, 150 Personen- und 1377 Güterwaggons.

- Semarang-Joana Stoomtram Mij., Abk.: SJS. Hauptstrecke Semarang-Juwana, später verlängert bis Cepu, Ausbau und Zukäufe 1882–1923, 1918: 402 km, 1939: 417 km. 10,8 km innerstädtische Strecke verkaufte man an 1921 an die Gemeinde Samarang. Der Kauf neuer Lokomotiven 1931 auf dem Höhepunkt der Depression war die letzte derartige Anschaffung für die gesamte Kolonie bis 1950. Von 15. Dezember 1936 bis 15. Juni 1938 gewährte der Raad van Justitie Gläubigerschutz. 1937: 1687 Angestellte, 67 Loks, 165 Personen- und 1027 Güterwaggons.

- Solosche Tramweg Mij., Abk.: SoTM. 27 km Solo-Boyolali ab 1908, 1911 von N.I.S. übernommen.

Noch vor der japanischen Besatzung erfolgte der Zusammenschluss von SJS, SDS und SCS.

## Madura
- Madoera Stoomtram Mij., Abk.: MT oder MSTM. Firmensitz in ’s-Gravenhage. Konzessioniert 1896, Bangkalan-Kalianget, 1898–1913, anfangs 142 km[2] und im Jahr 1939 sogar 213 km.[3] Zahlreiche Fähren für den Betrieb nach Surabaya. Einschränkung des Betriebs ab 1936.

## Celebes
- Staatstramwegen op Celebes, die bis 1925 gebaute Strecke von Makassar nach Takalar sollte nach Norden über Tanette und Parepare bis Singkang verlängert werden. Von Menado aus plante man in den 1920ern mehrere kürzere Stichbahnen. Die ersten 47 km von Ujung Pandang nach Takalar hatten schon im Juli 1922 eröffnet. Der unrentable Betrieb wurde schon 1930 wieder eingestellt.

## Sumatra

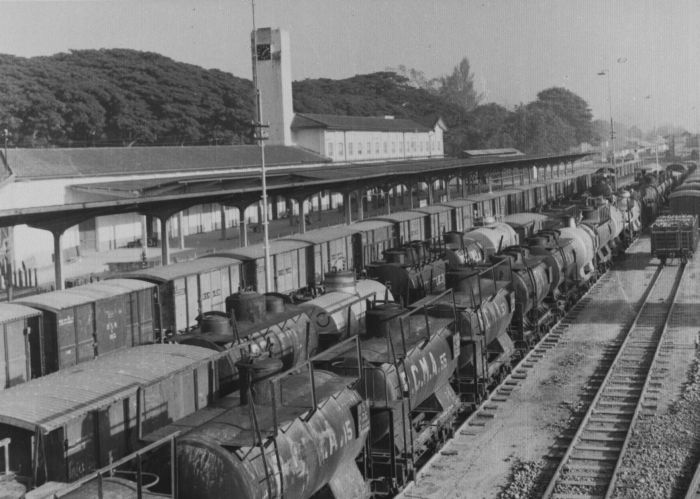
Hauptbahnhof der Deli Spoorweg (nach 1945)

- Deli Spoorweg Mij., Abk.: DSM, konzessioniert 23. Januar 1883, baute 1886–1937, Streckennetz 1918: 271 km (Kapspur, dazu 130 km Schmalspur), 1939: 554 km (Kapspur, davon 197 km Gleise erster Klasse mit Höchstgeschwindigkeit 75 km/h).

Staatlich, unter dem Dach der Staatsspoorwegen:
- Atjeh Tram, Abk.: AT, bzw. Atjeh Staats Spoorwegen, Abk.: ASS, bauten zusammen 1876–1917 512 km. Die erste Strecke war 4 km lang und ging in Kapspur von Ule Lhee nach Koetaradja. Ein wesentlicher Teil der Strecken war ursprünglich für militärische Zwecke angelegt und wurde beginnend 1882 auf 750 mm Spurweite verengt. Unter zivile Kontrolle kam die Strecke zum 1. Januar 1916. Es erfolgte 1917 in Besitang Anschluss an das Netz um Deli. Zum Einsatz kamen vor allem Mallett-Rimroth-Lokomotiven. Ende 1917 hatte man 59 Loks, 147 Personen- und 919 Güterwaggons (10 t Kapazität). Knapp 24800 Zugbewegungen erzielten rund 1,17 Millionen km. Man beförderte 1917 fast 2,86 Millionen Passagiere, davon 36000 in der 1. Klasse. 1937 verfügte man über 37 Loks, 167 Personen- und 1039 Güterwaggons.

- Staatsspoorwegen ter Sumatra's Westkust, Abk.: SSS, baute 1891–1921, 263 km, beförderte primär Kohle aus den Minen von Ombilin nach Padang. Die zwischen 1891 und 1894 gebaute Bahn in der Region Minangkabau zwischen Teluk Bayur und der Mine in Sawah Lunto war 158 km lang. Sie stieg über die Bukit-Barisan-Berge über 773 Höhenmeter. Für diese Steigung mussten 43 km von Kayutanam nach Batu Tabal als Zahnradbahn ausgeführt werden. Spätere Ausbauten gingen nach Fort de Kock bzw. Payakumbuh. Unter den Japanern hieß der Betrieb Seibu Sumatora Tetsudō (西部スマトラ鉄道[4]).

- Staatsspoorwegen op Zuid-Sumatra, Abk.: ZSS, baute 1914-32, 661 km. Unter anderem die Häfen von Palembang und Oosthaven verbindend. Ausbau von Lahat nach Bencoolen geplant. Verbesserungen an den Gleisen ermöglichten 1940 Höchstgeschwindigkeiten von 75 km/h. Zur Besatzungszeit erfolgte die Umbenennung in Nanbu Sumatora Tetsudō (Südsumatra-Bahn).

Die Züge auf Sumatra führten nur 1. und 2. Klasse. In den 1920ern richtete man zwischen den nördlichen und westlichen Netzen von Pemantangsiantan über Sibolga nach Raoe dann Richtung Padang eine Buslinie ein. Die junge Republik schuf 1945 für Süd- und Westsumatra die Kereta Api Negara Repoeblik Indonesia. Nach Rückkehr der Holländer übernahm zum 1. Januar 1946 wieder der Staat, nun unter dem Titel Staatsspoorwegen/Verenigd Spoorwegbedrijf (SS/VS), die Strecken.

### Streckennetz

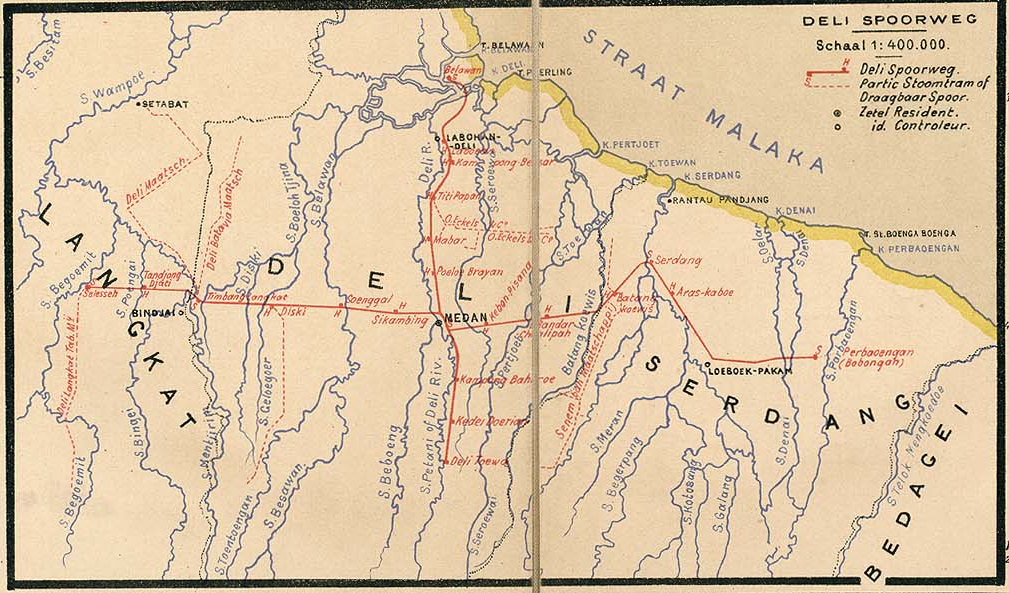
Streckennetz der Deli Spoorweg in Nordsumatra (1893)

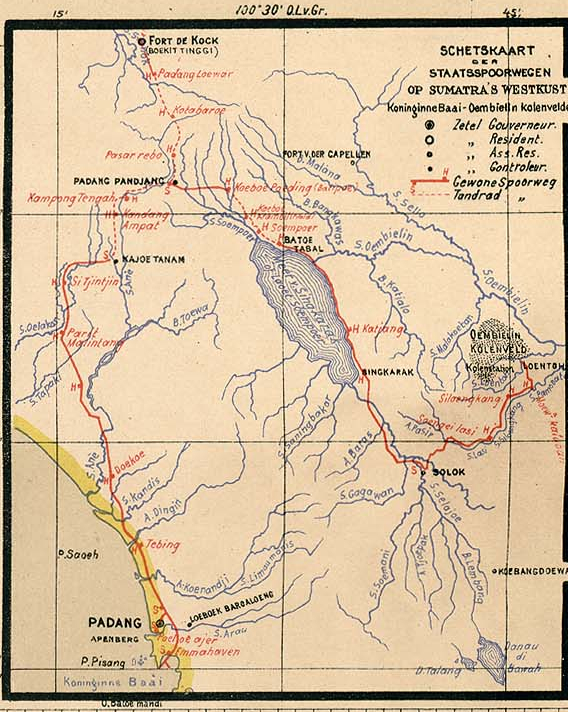
Streckennetz der Staatsspoorwegen ter Sumatra's Westkust in Westsumatra (1893)

## Ausrüstung
Brückenteile und andere Stahlkonstruktionen lieferten meist die Nederlandsch Indische Industrie N.V. oder die Machinefabriek Braat N.V., beide in Surabaya. Lokomotiven wurden ausschließlich aus Europa importiert. Spezialanbieter für Schmalspur wie die Hohenzollern-Aktiengesellschaft für Lokomotivbau in Düsseldorf fanden einen guten Markt.
Zahlreiche Schmalspurloks sind heute im Eisenbahnmuseum Ambarawa ausgestellt.